# ستوکسی‌مب
ستوکسی‌مب (انگلیسی: Cetuximab) با نام تجاری اِربیتاکس (انگلیسی: Erbitux) یک بازدارندهٔ گیرنده فاکتور رشد اپیدرمی است که برای درمان موارد گسترش‌یافتهٔ سرطان روده بزرگ، سرطان ریه سلول غیر کوچک و سرطان‌های سر و گردن بکار می‌رود.
این دارو، نوعی پادتن تک‌تیره کایمریک است که از طریقِ تزریق داخل‌وریدی تجویز می‌شود و سازمان غذا و دارو آمریکا آن را در سال ۲۰۰۹ میلادی، برای درمان سرطان روده بزرگی که دارای ژن غیرجهش‌یافتهٔ KRAS باشند، مورد تأیید قرار داد. (چرا که اثری در درمان موارد جهش‌یافتهٔ KRAS ندارد). این موضوع دربارهٔ داروی پَـنیتومومب هم صادق است. آزمایش KRAS نخستین آزمایش ژنتیکی بود که به‌منظور تعیین راه‌کار درمانی در سرطان مورد استفاده قرار گرفت. در ژوئیه ۲۰۱۲ میلادی، سازمان غذا و دارو آمریکا یک آزمایش تشخیصی همراهِ همزمان مبتنی بر واکنش زنجیره‌ای پلیمراز را به نام «therascreen KRAS test» مورد پذیرش قرار داد.
شایع‌ترین عارضهٔ این دارو، راش‌های پوستی آکنه‌مانند است که اغلب گذار و برگشت‌پذیر هستند. سایر عوارض عبارتند از: تب و لرز، کهیر، خارش، افت فشار خون، تهوع، استفراغ، سردرد، تنگی نفش، خس‌خس سینه، سرگیجه، آنافیلاکسی و ایست قلبی متعاقب آن است. به همین جهت تجویز دیفن هیدرامین، ۳۰ تا ۶۰ دقیقه قبل از تزریق ستوکسی‌مب بطور استاندارد در بیماران انجام می‌شود. کاهش منیزیم خون و حساسیت به نور آفتاب از سایر موارد است. عوارض ناشایع عبارتند از مسمومیت ریوی و قلبی.